# Olmeda de las Fuentes
Olmeda de las Fuentes (antiguamente Olmeda de la Cebolla) es un municipio y localidad española de la Comunidad de Madrid. El término municipal tiene una población de 408 habitantes (INE 2024).

## Geografía
Situado al este de la provincia, a 50 km de Madrid y a 24 km de Alcalá de Henares. Su población es de 346 habitantes (INE, 2020), a los que se denomina olmedeños/as. El municipio tiene una superficie de 16,73 km² y la localidad está situada a unos 794 m sobre el nivel del mar.
A comienzos del siglo XX se describía el terreno de la siguiente manera: «por una parte es tierra llana y por otras montuosa, de muchos valles, con leña suficiente de encina, roble y coscoja; de olmos y sauces».

## Historia

### Primeros asentamientos
Antes de empezar a hablar de historia de Olmeda debemos dejar claro la dificultad para realizar estos trabajos por la inexistencia de documentos en el archivo municipal anteriores a mediados del siglo XIX. Las primeras referencias escritas que tenemos, relativas a nuestro pueblo, son de la Edad Media, siglos XII y XIII y siempre en relación con Alcalá de Henares. Para hablar de épocas anteriores debemos recurrir a la arqueología. Tenemos referencias de restos constructivos, cerámicos y de industria lítica, muy cercanos a la ubicación actual del pueblo, de la Edad del Bronce (1700 a. C.). Este poblado estaría formado por un núcleo principal, probablemente fortificado y asociados a este núcleo varios núcleos defensivos y de control del territorio, así como varias "granjas" para la producción agraria y ganadera.

### El fuero viejo
Probablemente, las primeras referencias escritas, referentes a Olmeda las encontremos en la documentación referente a Alcalá de Henares y a su término, como por ejemplo del Fuero Viejo.
En el citado Fuero Viejo, se haría la primera mención expresa a la Olmeda, como una de las aldeas del término de Alcalá. Por lo tanto podemos atestiguar que en 1135 —aunque probablemente fuera antes— el municipio de Olmeda estaba constituido como tal, integrado en el territorio de Alcalá.
El Fuero Viejo sentaba las bases de lo que sería la comunidad de villa y tierra, entendida como el régimen común integrado por la villa como cabeza de la comunidad y las aldeas de su alfoz.

### El Alameda
Ante el avance musulmán, con victorias como la de Alarcos (1195); el monarca Alfonso VIII pide ayuda a las milicias segovianas. En contrapartida a este apoyo, solicitado el 25 de marzo de 1190, el rey, Alfonso VIII entrega al Concejo de Segovia 19 aldeas, formándose así el Sexmo de Tajuña, entre ellas figurará El Alameda, (La Olmeda). En compensación a la pérdida de las mencionadas aldeas, el arzobispo de Toledo recibiría Talamanca.
Tras la desaparición del peligro almohade con la unión de los reinos peninsulares y la consiguiente victoria de las Navas de Tolosa (1212), en la que el arzobispo de Toledo, D. Rodrigo Ximénez de Rada, participará activamente, el rey Alfonso VIII, procederá a restituir las aldeas donadas al concejo segoviano de nuevo a la Iglesia toledana.
La tierra o alfoz, está poblada por las diferentes aldeas que se reparten en cuartos para su mejor administración. La Olmeda formará parte del cuarto de Pezuela, en el que se mantendrán los mismos lugares, pero cambiando la cabeza del mismo. Parece ser que estos cambios pudieron deberse a motivos de mayor o menor importancia económica e incluso demográfica de los distintos municipios que lo componían.
A lo largo del siglo XVI, se adquiere la categoría de villa por parte de muchas aldeas de la tierra de Alcalá, y lo que esto conlleva: la exención respecto al consejo complutense. Para Olmeda este hecho tiene lugar en el año 1564.

### Autonomía de Alcalá de Henares
De esta manera, por privilegio real fechado el 22 de agosto de 1564, Olmeda se convertía en un pueblo autónomo de la jurisdicción alcalaína. A partir de este momento quedaba bajo su propia potestad el nombrar justicias y cualquier cuestión referente a su gobierno y administración. A cambio de esta exención Olmeda debía pagar una cantidad de dinero a la corona, que sería entregada a Juan de Latur; concretamente 7500 maravedíes por cada uno de los vecinos de la villa, lo que sumaba un total de 892 500 maravedíes.

### Señores de la villa de Olmeda
La Corona en su búsqueda de numerario, no va a dudar en enajenar privilegios. Fue habitual el revender la jurisdicción, las alcabalas o algún derecho sobre las villas, a señores particulares. Y así ocurre en el caso de la villa de la Olmeda. En 1576, Baltasar Lomelín adquiere la jurisdicción, señorío y vasallaje de la misma, a cambio de 2 385 090 maravedís, pagados a Juan Fernández de Espinosa, tesorero del rey y miembro de su Consejo de Hacienda. Comenzaba de este modo el paso de Olmeda por las manos de diferentes señores.
Muy efímera fue la estancia de la villa en posesión de Lomelín, casi tanto como la de su siguiente comprador; el licenciado Alonso Núñez de Bohórquez, beneficiario del señorío por escritura otorgada ante el escribano Pedro de Velasco en Madrid el 13 de junio de 1582. Esta venta fue anulada solo dos años más tarde como consecuencia del pleito formulado por los vecinos al hacer valer su derecho de tanteo.
El resultado de dichas gestiones es la compra de la jurisdicción por la propia villa y sus vecinos, al precio de 1 743 750 maravedís, según consta en escritura de 2 de marzo de 1584 ante el escribano Pedro Velasco. En 1593 serán vendidas las alcabalas de la villa de la Olmeda, junto a las de otros pueblos, a Pedro Franqueza, Conde de Villalonga, miembro del Consejo de Estado del rey y del Tribunal de la Santa Inquisición.
Durante alrededor de un siglo, Olmeda contará con su propia jurisdicción, concretamente hasta 1683, cuando los vecinos no pudiendo hacer frente a los problemas económicos optarán por venderla nuevamente. El nuevo comprador, Fernando Antonio de Loyola recibirá del rey el título de marqués de la Olmeda, título vitalicio que no pasará al siguiente comprador.

### Juan de Goyeneche

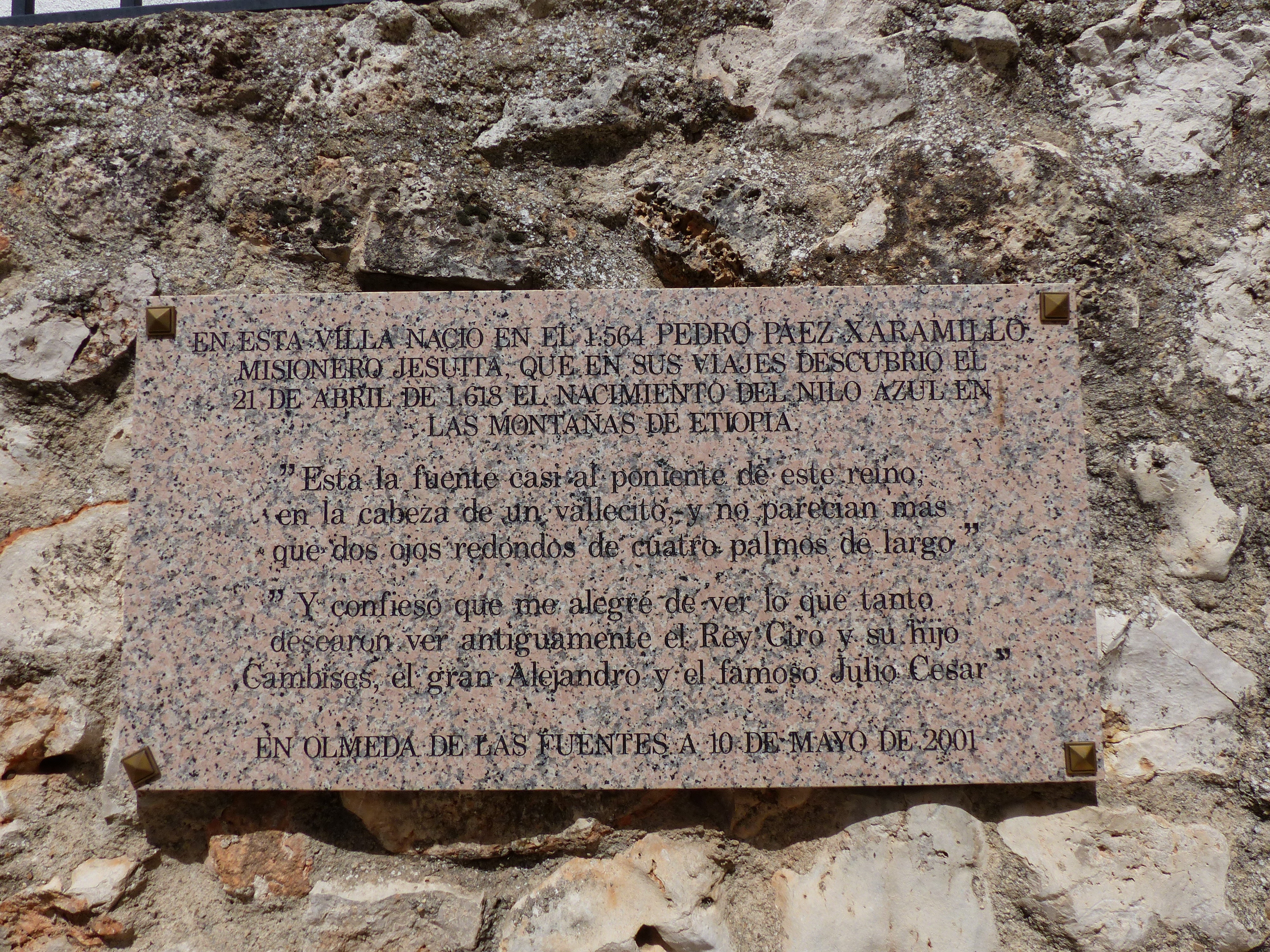
Placa en recuerdo de Pedro Páez Xaramillo

Transcurridos unos años el marqués de Olmeda, se verá, obligado a vender la jurisdicción de la villa. El nuevo comprador, Juan de Goyeneche, dejará su impronta en la historia del pueblo. Quedará estipulado que el título de marqueses de la Olmeda, otorgado por el rey, no pasara a Juan de Goyeneche ni a sus descendientes, quedando vinculado a la familia del anterior propietario.
Juan de Goyeneche compra el señorío de la villa de la Olmeda de la Cebolla en 1714. Establecerá en Olmeda su primera industria, creada, principalmente, para abastecer a las tropas reales de artículos textiles de muy buena calidad. Esta actividad constituyó un momento de gran esplendor en la historia del pueblo, tanto económica como demográficamente, se calcula que mientras permaneció esta industria a pleno rendimiento, la población de la villa estaba en torno a los 800 habitantes.
Al morir Juan de Goyeneche, la Olmeda, vinculada a su primer mayorazgo pasará a manos de su primogénito, Francisco Javier de Goyeneche que morirá en 1748 sin descendencia, convirtiéndose en heredero de la fortuna, su hermano Francisco Miguel, Conde de Saceda y Marqués de Belzunce casado con María Antonia de Indaburu. A su muerte en 1762, su viuda se hará cargo de la jurisdicción del lugar como tutora y cuidadora de su hijo el Conde, Juan Javier de Goyeneche e Indaburu. Si Juan de Goyeneche fue un personaje importante para la historia del pueblo, también lo fue, sin duda Pedro Páez Xaramillo, misionero jesuita y primer europeo en alcanzar las fuentes del Nilo Azul en 1618.

### SigloXIX
Las ideas revolucionarias francesas fueron extendidas por Europa por los ejércitos de Napoleón, quien desde 1799 había tomado el poder en Francia, iniciando una expansión militar por el continente. España fue también invadida por los ejércitos napoleónicos. La guerra de Independencia contra el invasor francés, estuvo animada por muchas de las ideas de libertad originadas en la propia Francia. 
El acantonamiento de tropas francesas en Alcalá de Henares y Arganda, nos hace pensar, por su cercanía que éstas hicieran acto de presencia en el pueblo. A esto se une el saqueo de pueblos cercanos a éste, suponiendo que la situación no sería demasiado diferente. A la par que la guerra se proclama la Constitución de 1812, un hito fundamental en la historia de España, un ejemplo de constitución liberal, elaborada en un país en guerra, ocupado por las tropas napoleónicas. En la Olmeda de la Cebolla se jura la Constitución de 1812, con todo lo que ello simboliza, fidelidad a la monarquía que representaba la figura de Fernando VII y la oposición a José Bonaparte. 
A mediados del siglo XIX, el lugar tenía contabilizada una población de 388 habitantes. La localidad aparece descrita en el duodécimo volumen del Diccionario geográfico-estadístico-histórico de España y sus posesiones de Ultramar de Pascual Madoz de la siguiente manera:

OLMEDA DE LA CEBOLLA (la): v. con ayunt. de la prov., aud. terr. y c. g. de Madrid (6 leg.), part. jud. de Alcalá de Henares (3), dióc. de Toledo (12). sit. al S. de una ladera y entre cuatro cerros que la dominan; está combatida por todos los vientos, y su clima es algo frio y saludable. Tiene 73 casas de mediana fábrica , distribuidas en 20 calles y 2 plazas: hay casa de ayunt.; cárcel; una posada pública, perteneciente á propios; escuela de instruccion primaria comun á ambos sexos, á la que concurren 40 alumnos que se hallan á cargo de un maestro, dotado con 750 rs., y una igl. parr. (San Pedro Apóstol), con curato de entrada, y de presentacion en concurso: el cementerio está tocando á la igl.; en los afueras del pueblo se encuentran 2 fuentes de buenas aguas, de las cuales se utilizan los vec. para sus usos; y un paseo con arbolado, titulado los Huertos: el térm. confina N. Pezuela de las Torres; E. Ambite; S. Villar del Olmo, y O. Nuevo Bastan: se estiende 1 leg. de N. á S. é igual distancia de E. á O., y comprende un desp. llamado Valmores; 3 montes de matas bajas de chaparro, roble, maraña, estepa y otros arbustos; 3 alamedas nombradas Valmores, el Batancillo, y la ya citada de los Huertos; algun viñedo y varios prados con medianos pastos: atraviesa el térm. un arroyo denominado la Vega, que nace en el de Pezuela, y desemboca en el r. Tajuña á 1/2 leg. de el Villar: el terreno es de inferior calidad: caminos los que dirigen á los pueblos limítrofes, en mediano estado: el correo se recibe por balijero en Alcalá de Henares: prod.: trigo, centeno, cebada, avena, almortas, garbanzos, vino, aceite, patatas, cebollas y judias: mantiene ganado lanar y algun cabrío; y cria caza de liebres, perdices y otras aves. ind.: la agrícola, y fábrica de paños burdos: el comercio está reducido á la esportacion de lo sobrante y paños, é importacion de los artículos de que se carece y lanas para la fáb. pobl.: 65 vec., 388 alm. cap. prod.: 1.408,850 rs. imp.: 62,715. contr.: segun el cálculo general y oficial de la prov. 9'65 por 100: el presupuesto municipal asciende de 5 á 6,000 rs. que se cubren con el producto de propios y arbitrios.
(Madoz, 1849, p. 249)

### SigloXX
A partir de 1953 se desarrollan las gestiones para cambiar el nombre de Olmeda de la Cebolla. De esta manera el 29 de septiembre de este mismo año se fecha el expediente promovido para la sustitución. En él, el alcalde del momento, Ricardo Gonzalo Sáez, se dirige al ministro de la gobernación exponiendo este deseo: 

Que es aspiración unánime y sentida de todo el vecindario de esta Villa y del Ayuntamiento que tengo el honor de presidir, el cambio de nombre de esta localidad sustituyéndolo por el de OLMEDA DE LAS FUENTES, nombre más eufónico y que responde a una realidad, dada la gran cantidad de fuentes existentes en el pueblo y en su término.

Olmeda ha estado siempre un lugar abierto a las corrientes culturales; sobre todo en este siglo XX, con la llegada al lugar de un grupo de pintores, con Álvaro Delgado a la cabeza. Se instalan en el pueblo en torno a los años 1960; conscientes de la particularidad y lo pintoresco del lugar.
Una de las más graves pérdidas ha sido durante el siglo XX, la desaparición de la Escuela municipal por falta de matrícula; habitual en los pequeños pueblos con censo reducido. Durante los siglos XIX y XX, se va produciendo una progresiva pérdida de población, por dos hechos principales, a principios del siglo XIX, por el cierre de las fábricas de paños y telares de la familia Goyeneche, con lo que se pasa de una economía "industrializada" a una tradicional, basada en la agricultura y ganadería, que no es capaz de soportar y mantener una población tan elevada. Paradójicamente en el s. XX se produce otra gran pérdida de población, esta vez por la progresiva modernización de las tareas agrarias, que hace que sobre mano de obra, que sale del pueblo para dirigirse a las ciudades cercanas, donde se están desarrollando industrias, demandantes de esa mano de obra, excedente de las economías tradicionales. Así se pasa de 504 habitantes en 1910, a 414 en 1950 y a 137 en 1975. Desde ese año se va produciendo un lento crecimiento, hasta el momento actual en que cuenta con 212 habitantes

## Demografía
Cuenta con una población de 408 habitantes (INE 2024).
| Gráfica de evolución demográfica de Olmeda de las Fuentes entre 1842 y 2021 |
| |
| Población de derecho según los censos de población del INE Población de hecho según los censos de población del INEEn este censo se denominaba Olmeda, La: 1842 En estos censos se denominaba Olmeda de la Cebolla, La: 1857, 1860, 1877, 1887, 1897, 1900, 1910, 1920, 1930 y 1940 En este censo se denominaba Olmeda de la Cebolla: 1950. En este censo se denominaba Olmeda de las Fuentes, La: 1970 |

## Transporte público
Olmeda de las Fuentes cuenta con tres líneas de autobús. Una de ellas comienza su recorrido en el Intercambiador de Avenida de América, donde conecta con las líneas 4, 6, 7 y 9 del Metro de Madrid.
| Línea | Recorrido                                                    |
| ----- | ------------------------------------------------------------ |
| 260   | Alcalá de Henares - Ambite - Orusco                          |
| 261   | Madrid (Avenida de América) – Nuevo Baztán - Villar del Olmo |
| 321   | Arganda del Rey (Hospital) – Villar del Olmo                 |

## Patrimonio

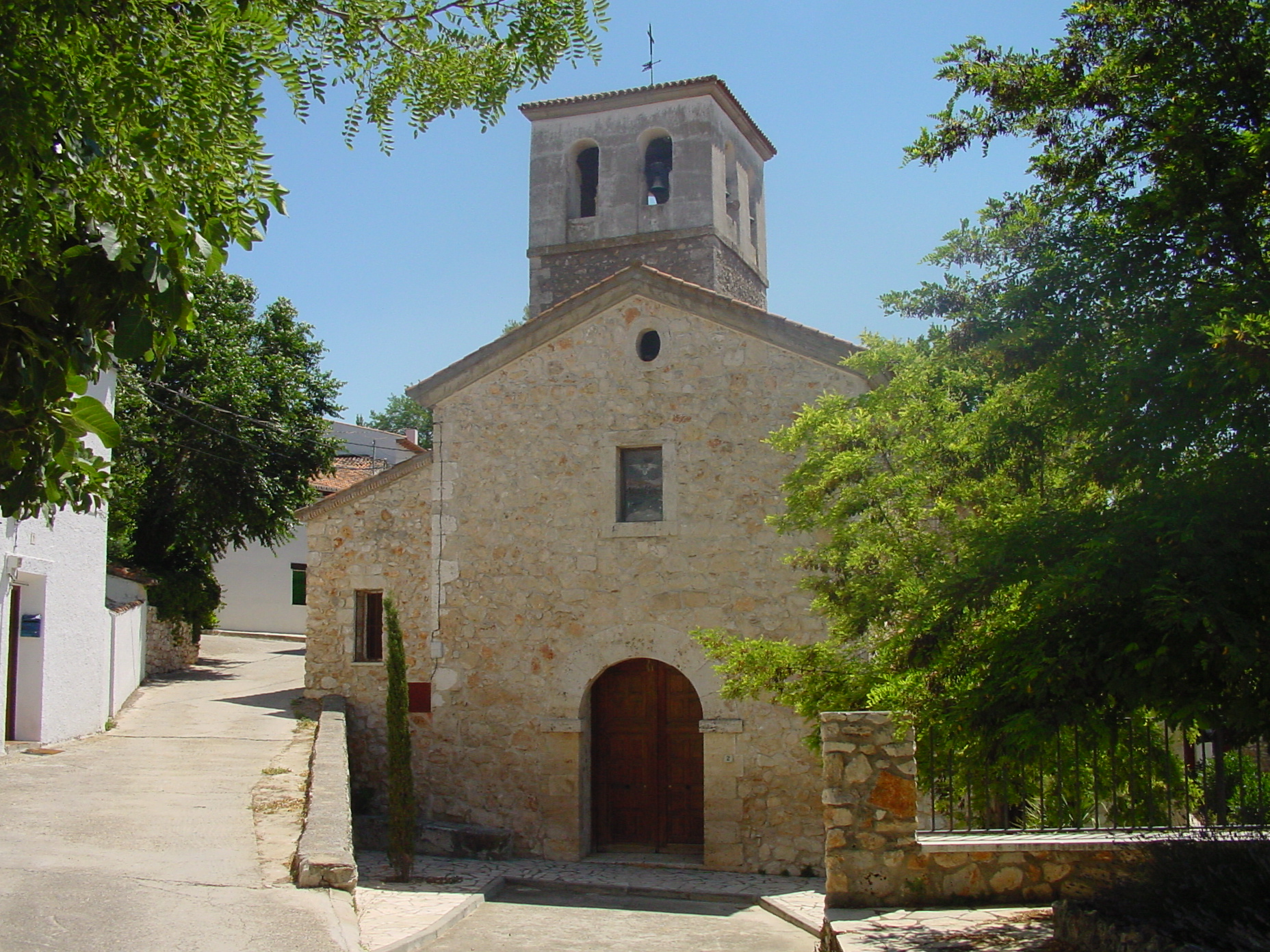
Vista de la parroquia de San Pedro

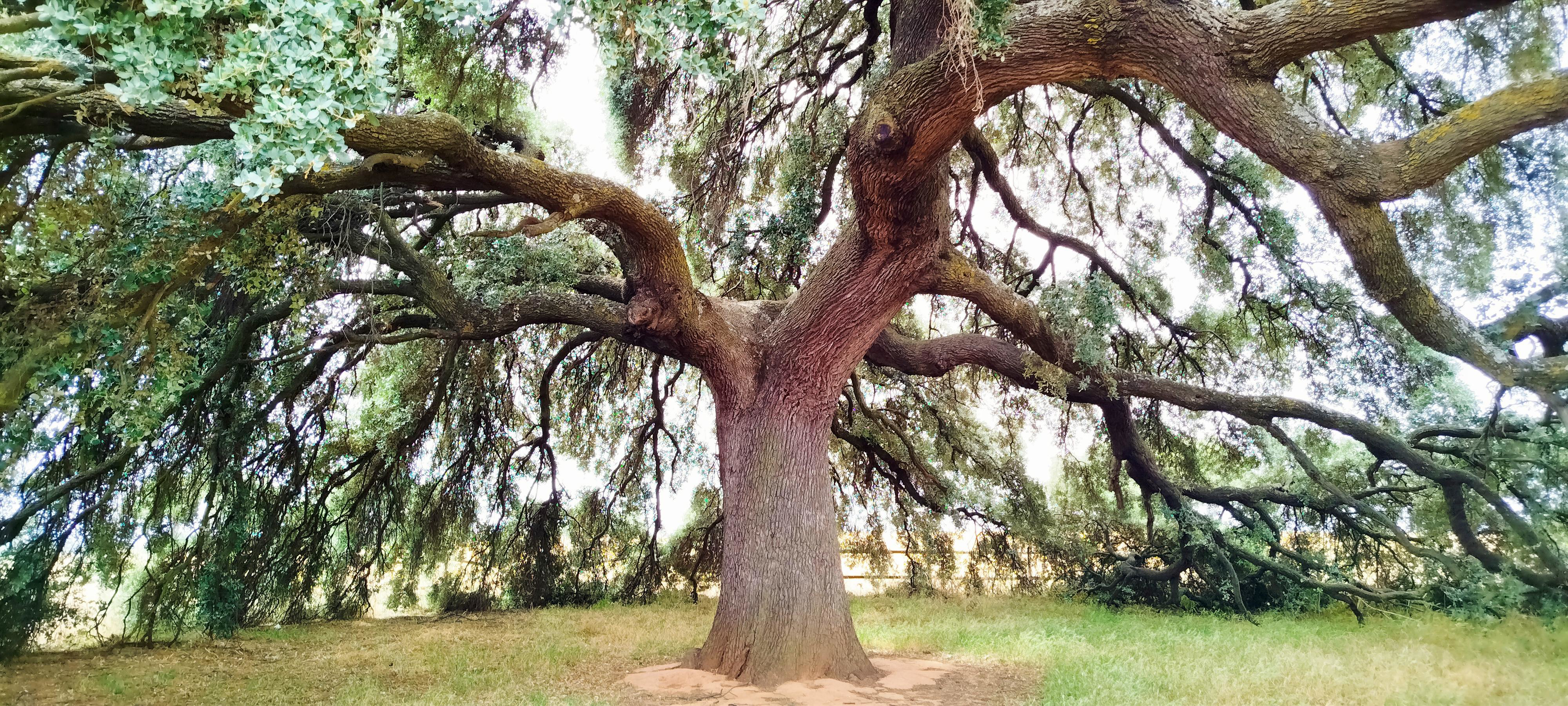
Encina de La Pica (Quercus ilex)

En la localidad hay una iglesia parroquial bajo la advocación de San Pedro Apóstol.
Olmeda cuenta con dos  árboles catalogados como singulares por la Comunidad de Madrid:
- Encina de La Pica (Quercus ilex)
- Noguera de Fuente del Cura (Juglans regia)